# Максимилиан фон Папенхайм
Максимилиан Лудвиг фон Папенхайм (на немски: Maximilian Ludwig von Pappenheim; * 2 февруари 1580; † 14 февруари 1639) е имперски наследствен маршал на Папенхайм, ландграф на Щюлинген в Клетгау, господар на Хьовен, Мьотинген, Грефентал, Ротенщайн и Калден.
Той е син на маршал Конрад фон Папенхайм (1534 – 1603) и съпругата му Катарина фон Ламберг (1541 – 25 октомври 1597), наследничка на Йеденшпайген, дъщеря на фрайхер Йозеф фон Ламберг (1489 – 1554) и третата му съпруга Анна фон Цветкович. Баща му е затворен през 1591 г. в замък Хоентюбинген, където умира през 1603 г.
Максимилиан фон Папенхайм замества от 1607 г. възрастния вече Александер II фон Папенхайм като имперски маршал и участва през 1611 г. в курфюрсткото събрание в Нюрнберг, също 1612 г. при избора и коронизацията на император Матиас във Франкфурт. След една година, 1613, той участва в имперското събрание в Регенсбург и при коронизацията на император Фердинанд II. През 1630 г. той участва в събранието на курфюрстите в Регенсбург, при което е уволнен Валенщайн. От 1635 г. той поема официално сеньората на род Папенхайм.
За да поддържа своя изискан стил на живот, Максимилиан фон Папенхайм трябва да продаде част от собствеността си. През 1613 г. той продава за 88 500 гулдена ръководството на манастир „Св. Блазиен“ в Шварцвалд и през 1621 г. за 130 000 гулдена господството Грефентал на херцог Йохан Филип от Саксония-Алтенбург. От 1620 до 1624 г. Максимилиан фон Папенхайм събаря стария замък в Щюлинген и построява новия дворец Хоенлупфен.
Максимилиан фон Папенхайм се жени три пъти. През 1638 г. той прави опит да се ожени четвърти път за Анна София фон Пфалц-Зулбах, дъщеря на пфалцграф Август фон Пфалц-Зулцбах, но умира на 14 февруари 1639 г. на 59 години.
Максимилиан пише завещание на 6 декември 1638 г. и завещава на Анна София между другото господството Метинген при Щюлинген, с резиденция в замък Унтерметинген.
Със смъртта на Максимилиан напълно свършва Папенхаймската линия Алгой-Щюлинген, която е основана от Хайнрих XI фон Папенхайм. Наследник на ландграфството Щюлинген става единственият му внук, граф Максимилиан Франц фон Фюрстенберг (1634 – 1681).
В памет на Максимилиан фон Папенхайм се поставя един епитаф в църквата в Папенхайм, също един двоен гробен камък от мрамор в градската църква „Мария Химелфарт“ в Енген.

## Фамилия
Максимилиан фон Папенхайм се жени на 21 септември 1600 г. за графиня Елизабет фон Сайн-Витгенщайн (25 август 1581 – между 13 и 23 ноември 1600), дъщеря на граф Лудвиг I фон Сайн-Витгенщайн-Фалендар (1532 – 1605) и Елизабет фон Золмс-Лаубах (1549 – 1599). Тя умира същата година. Бракът е бездетен.
Максимилиан фон Папенхайм се жени втори път 1602 г. за графиня Юлиана фон Вид († 27 януари 1604), дъщеря на гарф Херман I фон Вид († 1591) и Валпурга фон Бентхайм-Щайнфурт (1556 – 1628). Те имат едно дете, което няма име.
Максимилиан фон Папенхайм се жени трети път на 14 октомври 1606 г. за Урсула Мария фон Лайнинген-Вестербург (24 февруари 1583 – 19 януари 1638), дъщеря на Лудвиг фон Лайнинген-Вестербург (1557 – 1622) и Бернхардина фон Липе (1563 – 1628). Те имат три деца:
- Ернст Фридрих фон Папенхайм (20 декември 1608 – 1609)
- Хайнрих Лудвиг фон Папенхайм (1610 – 1633), убит от изстрел в главата при обсадата на дворец Хоенщофелн, погребан в Шафхаузен.
- Мария Максимилиана фон Папенхайм (ок. 1612 – 16 октомври 1635), омъжена на 27 февруари 1631 г. за граф Фридрих Рудолф фон Фюрстенберг (23 април 1602 – 25 октомври 1655)[7]